# هارون هوبكينز
هارون هوبكينز (بالإنجليزية: Aaron Hopkins) هو لاعب هوكي الحقل أسترالي، ولد في 12 سبتمبر 1979 في بوسلتون في أستراليا.

## روابط خارجية
- هارون هوبكينز على موقع اتحاد ألعاب الكومنولث (مؤرشف) (الإنجليزية)
- هارون هوبكينز على موقع دورة ألعاب الكومنولث 2006 (مؤرشف) (الإنجليزية)